# Vachtang Pantschava
Vachtang Pantschava (Georgiska: ვახტანგ ფანცხავა), född 13 oktober 1989 i Tsqaltubo, Georgiska SSR, Sovjetunionen, är en georgisk före detta fotbollsspelare.
Pantschava inledde sin professionella karriär i den georgiska fotbollsklubben FK Gagra 2007. Året därpå, 2008, värvades han av den franska klubben Le Mans FC. Där spelade han i två år (2008-2010) och under perioden var han också delvis utlånad till den ukrainska klubben FK Metalist Charkiv. 2010 gick han till den ungerska klubben Győri ETO FC. Senare samma år gick han till huvudstadsklubben Vasas SC.